# Łęczyca Pomorska
Łęczyca Pomorska – zlikwidowany przystanek stargardzkiej kolei wąskotorowej w Łęczycy, w województwie zachodniopomorskim, w Polsce. Przystanek został zamknięty 10 czerwca 2001 roku.